# Władcy Flores

## Władcy Sikki
- ok. 1200–1220 – Rae Radża (legendarny władca Sikki w centrum wyspy)
- ok. 1220–1250 – Sugi Sao (syn)
- ok. 1250–1280 – Lai Sao (syn)
- ok. 1280–1310 – Moang Saru (z tytułem moang ratu) [syn]
- ok. 1310–1340 – Moang Weling (syn)
- ok. 1340–1370 – Moang Mada (syn)
- ok. 1370–1400 – Moang Pedong (syn)
- ok. 1400–1430 – Moang Herang (syn)
- ok. 1430–1450 – Moang Mage (syn)
- ok. 1450–1470 – Moang Bewat (syn)
- ok. 1470–1500 – Bata Jawa (syn)
- ok. 1500–1550 – Igo (władca historyczny) [syn]
- ok. 1550–1580 – Baga Ngang (syn)
- ok. 1580–1625 – Lesu [syn]
- ok. 1625–1640 – Pitang (syn)
- ok. 1640–1660 – Dona Maria (siostra)
- ok. 1660–1700 – Samaoh (brat stryjeczny)
- ok. 1700–1740 – Dona Inez (siostra)
- ok. 1740–1775 – Siku Kura (prawnuk Baga Nganga)
- ok. 1775–1830 – Juan Niko da Silva (bratanek Samaoha)
- ok. 1830–1860 – Mbako I (syn)
- 1870–1874 – Thomas Mbo (brat)
- 1874–1898 – Andris Jati
- 1879–1946 – Protektorat holenderski
- 1898–1902 – Josephus Mbako II (syn Thomasa Mbo)
- 1902–1903 – Radża Diding (regent, zmarł 1920)
- 1903–1921 – Nong Meak (prawnuk Juana Niko)
- 1921–1952 – Thomas Ximenes da Silva (regencja 1949–1950; usunięty, zmarł 1954) [syn Josephusa Mbako II]

## Władcy Larantuki
- ok. 1343–1360 – Ili Mandiri (wódz Larantuki na wschodzie wyspy)
- ok. 1360–1380 – Liahura (syn)
- ok. 1380–1400 – Patigolo Orakian (szwagier)
- ok. 1400–1430 – Padu Ile (syn)
- ok. 1430–1450 – radża Sira Demon (syn adoptowany)
- ok. 1450–1470 – Pajilaga /labalun (syn)
- ok. 1470–1500 – Mauboli (syn)
- ok. 1500–1530 – Sira Pain (syn)
- 15??–1683 Zależność od Ternate
- ok. 1530–1550 – Sira Napan (brat)
- ok. 1550–1580 – Igo (syn)
- ok. 1580–1620 – Adowuren (syn)
- ok. 1620–1645 – Adobala (syn)
- ok. 1645–1680 – Don Francisco Dias Vieira Godinho (syn)
- ok. 1680–1750 – Don Gaspar I (syn)
- 1683/1859–1946 Protektorat holenderski
- ok. 1750–1812 – Don Manuel (syn)
- 1812– po 1825 – DonAndré I (regencja 1812–?) [brat]
- przed 1820 – Donna Lorenza Gonsalvi (żona)
- przed 1830–1849 – Don Lorenzo I (syn André I)
- 1849–1861 – Don André II (syn)
- 1861–1877 – Don Gaspar II (brat)
- 1877–1887 – Don Domingo (brat)
- 1888–1904 – Don Lorenzo II (usunięty, zmarł 1910) [bratanek]
- 1904 – Don Luis Balantran de Rozari (wnuk André I)
- 1904–1919 – Juan Servus (regent 1904–1911; władca 1911–1919; usunięty, zmarł 1941) [syn]
- 1919–1941 – Don Antonio Balantran de Rozari (syn Luisa)
- 1941–1962 – Don Lorenzo III (usunięty, zmarł 1982) [syn Juana]
- 1962 Larantuka włączona do Indonezji

## Władcy Endehu
- ok. 1700–1730 – Jari Jawa (władca Endehu w centrum wyspy)
- ok. 1730–1750 – Raki Nggera (syn)
- ok. 1750–1770 – Marhaba (syn)
- ok. 1770–1800 – Ngi-i Ramo (syn)
- ok. 1800–1839 – Muli (syn)
- ok. 1839–1851 – Arubusman I (syn)
- 1851–1860 – Inderdewa (syn)
- ok. 1860–1895 – Arubusman II (regencja 1861 – po 1870) [syn]
- 1895–1908 – Pua Noteh (usunięty, zmarł 1918) [brat]
- 1908–1909 – Harun (usunięty, zmarł 1909) [syn Arubusmana II]
- 1909–1923 – Pua Meno Arubusman (regencja 1909–1915) [brat]
- 1925–1947 – Busman Abd ar–Rahman (syn Haruna)
- 1949–1962 – Hadżdżi Hasan Arubusman (usunięty) [syn Pua Meno]
- 1962 Endeh włączony do Indonezji

## Władcy Nity
- 1885–1892 – Don Francisco da Silva (władca Nity na wschodzie wyspy)
- 1893–1909 – Don Salipi da Silva (bratanek)
- 1909–1926 – Don Juan da Silva

## Władcy Tonah Rea
- ok. 1900–1915 – Kakadupa (władca Endehu w centrum wyspy
- 1915–1917 – Iju Uwa (syn)
- 1917–1923 – Joseph Ute (regencja 1917–1923) [brat]

## Władcy Nageh–Keo
Władcy Keo
- 1913–1920 – Muwa Tunga (władca Keo w centrum wyspy)
- 1920–1931 – Dato Bali (regencja 1920–1931) [syn]
- 1931 Keo włączone do Nagehu

Władca Nagehu
- 1917–1928 – radża Roga Ngole (władca Nagehu w centrum wyspy)

Władca Nageh–Keo
- 1928–1962 – Joseph Juwa Dobe Ngole (usunięty, zmarł 1977) [syn]
- 1962 Nageh–Keo włączone do Indonezji

## Władcy Ngady
- 1915–1918 – Jawa Tai (władca Ngady w centrum wyspy)
- 1918–1920 – Pajo Eso (syn)
- 1920–1951 – Peo Mole (regencja po 1941–1951; usunięty, zmarł 1975) [brat stryjeczny]

## Władcy Manggarai
- 1929–1930 – Bagung (regent Manggarai na zachodzie wyspy; zmarł 1947)
- 1930–1949 – radża Alexander Baruk
- 1949–1960 – Constantinus Ngambut (usunięty, zmarł 1993) [brat]